# 環境・社会・企業統治
環境・社会・企業統治（ESG）とは、英語のenvironmental、social、and governanceの頭文字を取って作られた言葉である。投資活動や経営・事業活動において、財務情報だけでない環境への配慮や社会的責任、企業統治の向上を意図した内容を指す。ESGを考慮した投資は、責任ある投資、もしくはインパクト投資と呼ばれることもある。
ESGという表現が注目を浴びることとなったのは世界銀行が発行しているレポート「Who cares wins」の2004年版であり、「アナリストによるESG要因を効果的に取り入れた調査」の必要性を訴えている。2023年11月に発行されたレポートによれば、ESG関連活動は国連による企業の社会的責任イニシアチブを通じて、これまでの運用資産は30兆ドルを超えており、アメリカ以外の市場においても関連投資額は2020年から20%上昇している。
一方でESGに対する批判もいくつか展開されている。例えば、何をもってESGが行われているのかとする定義や基準に問題があるため本当に環境配慮や社会的責任を果たしているといえる活動なのかが不明瞭な点や、実際はESGに配慮してないにもかかわらず該当組織がESG実践をしていると見せかけるグリーンウォッシングが存在する点である。あわせて、短期間で注目を集めて世界的に普及した点からも、環境配慮・社会的責任・企業統治といった概念はどれも重要である一方、ESGというコンセプト自体が一過性のものではないかという懸念も指摘されている